# ليروي ساني
ليروي عزيز ساني (
تنطق بالفرنسية: [ləʁwa sane]، تُلفظ بالألمانية: [ˈliːʁɔʏ zaˈneː]؛ مواليد 11 يناير 1996) هو لاعب كرة قدم ألماني يلعب في مركز الجناح مع غلطة سراي والمنتخب الألماني.
شارك لأول مرة مع نادي شالكه في عام 2014 وانتقل إلى مانشستر سيتي في عام 2016 مقابل 37 مليون جنيه إسترليني. تم اختياره كأفضل لاعب شاب في إنجلترا لموسم 2017–18 بعد مساعدة السيتي على الفوز بالدوري وكأس رابطة الأندية الإنجليزية المحترفة.
شارك لأول مرة مع المنتخب الألماني في نوفمبر 2015 وكان جزءًا من المنتخب الذي وصل إلى الدور نصف النهائي من بطولة أمم أوروبا 2016. لم يتم إستدعاؤه لقائمة المنتخب المشاركة في كأس العالم 2018 رغم أنه حصل على جائزة أفضل لاعب شاب في إنجلترا في ذاك الموسم.

## النشأة
ولد ساني في 11 يناير 1996 في إسن ، ألمانيا. وهو نجل لاعبة الجمباز الإيقاعي الألمانية السابقة ، ريجينا ويبر الحاصلة على الميدالية البرونزية في دورة الألعاب الأولمبية الصيفية 1984، ولاعب كرة القدم السابق والسنغالي الدولي سليمان ساني. تم تسميته ليروي تكريما لكلود لو روا، المدرب السابق لوالده. التقى والده بوالدته أثناء لعبه بشكل احترافي مع فاتنشايد 09. نشأ سليمان ساني في فرنسا. انتقل إلى ألمانيا من خلال خدمته في الجيش الفرنسي. شقيقا ساني ، كيم وسيدي ، لعبوا مع فريق الشباب أو الفرق الاحتياطية لأندية كرة القدم الألمانية الكبرى.

## مسيرته الكروية

### بدايته المبكرة
بدأ ليروي ساني لعب كرة القدم في عام 2001 مع فريق الشباب لنادي فاتنشايد 09، نفس الفريق الذي لعب له والده في بدايات مسيرته المهنية. في عام 2005، انضم إلى شالكه 04. بعد ثلاث سنوات، انضم إلى باير ليفركوزن. في عام 2011، عاد سانيه إلى أكاديمية الشباب لنادي شالكه.

### شالكة
في 21 مارس 2014، وقع ساني عقدًا احترافيًا لمدة ثلاث سنوات مع شالكه 04 حتى 30 يونيو 2017. شارك لأول مرة في الدوري الألماني في 20 أبريل 2014 ضد شتوتغارت. سجل هدفه الأول في مباراة الهزيمة 2–1 على أرضه أمام نادي كولن في 13 ديسمبر. في 11 مارس 2015، سجل ساني في أول مباراة له في دوري أبطال أوروبا في مباراة الفوز 4–3 على ريال مدريد، رغم فوز فريقه الا أنهم خرجوا من البطولة بسبب نتيجة مجموع المباراتين (5–4).

### مانشستر سيتي
في 2 أغسطس 2016، انضم ساني إلى نادي مانشستر سيتي الإنجليزي، حيث وقع عقداً لمدة خمس سنوات مقابل 37 مليون جنيه إسترليني، مع إضافات متعلقة بالأداء من المحتمل أن تساوي كامل قيمة الانتقال 46.5 مليون جنيه إسترليني.

#### موسم 2016–17
شارك لأول مرة في مباراة الفوز 1–2 أمام مانشستر يونايتد في ديربي مانشستر، في 10 سبتمبر. سجل هدفه الأول للسيتي في مباراة الفوز 2–1 على أرسنال على ملعبه في الدوري الإنجليزي، في 18 ديسمبر. بعد تعويذة على الخطوط الجانبية بسبب الإصابة، عاد سانيه في مباراة ضد توتنهام هوتسبر وسجل هدفين في ملعب مدينة مانشستر في 21 يناير 2017. في 21 فبراير، سجل هدف في المباراة التي انتهت بالفوز 5–3 على نادي موناكو في مباراة الذهاب من دور الستة عشر من دوري أبطال أوروبا. في 15 مارس، سجل هدف في مباراة الإياب من مباراة دوري أبطال أوروبا ضد موناكو، لكن السيتي خسر 1–3، ليودع البطولة بسبب قانون أهداف خارج الديار. في 2 أبريل، سجل هدف الافتتاح في مباراة التعادل 2–2 في أمام أرسنال. في 15 أبريل، سجل هدف في مباراة الفوز 3–0 على ساوثهامبتون.

#### موسم 2017–18

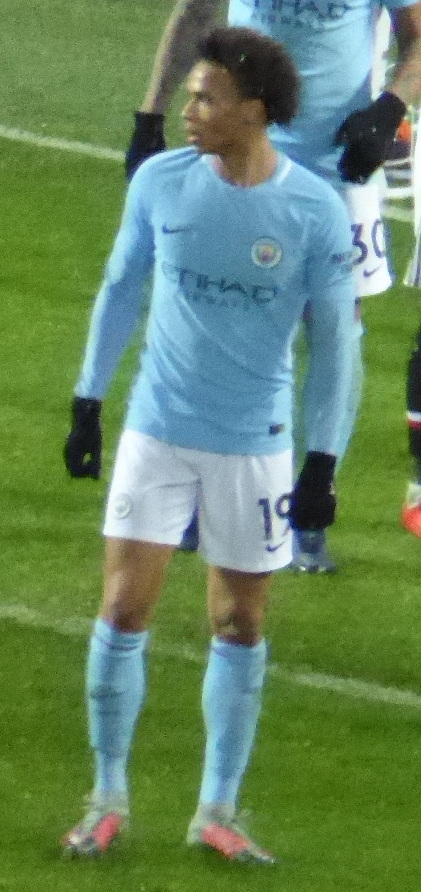
ساني يلعب خلال ديربي مانشستر في ديسمبر 2017

في 9 سبتمبر 2017، سجل ساني أول هدفين له في موسم 2017–18 في مباراة الفوز 5–0 أمام ليفربول. في 20 سبتمبر، سجل هدفين في مباراة الفوز 2–1 على وست بروميتش ألبيون في مباراة الجولة الثالثة من كأس رابطة الأندية الإنجليزية المحترفة. في 23 سبتمبر، سجل هدف في مباراة الفوز 5–0 على كريستال بالاس. في 14 أكتوبر، سجل هدف في مباراة الفوز 7–2 على ستوك سيتي. في 21 أكتوبر، سجل هدف في مباراة الفوز 3–0 على بيرنلي. في 28 أكتوبر، سجل هدف في مباراة الفوز 3–2 على وست بروميتش البيون. بعد تسجيله لهدف وصناعته لآخر في كل من المباريات الثلاث، حصل على جائزة أفضل لاعب في شهر أكتوبر لعام 2017. في 6 يناير 2018، سجل هدف في مباراة الفوز 4–1 في الدور الثالث لكأس الاتحاد الإنجليزي على بيرنلي. في 14 يناير، سجل هدف في مباراة الخسارة 4–3 أمام ليفربول. لعب 77 عندما فاز السيتي 3–0 على أرسنال ليحقق السيتي أول ألقابه تحت قيادة بيب غوارديولا.
تم التصويت على ساني كأفضل لاعب شاب في إنجلترا لموسم عن دوره الذي تسبب بفوز فريقه بلقب الدوري الإنجليزي، حيث تغلب على زميليه في الفريق رحيم ستيرلينغ وإيدرسون، بالإضافة إلى هاري كين لاعب توتنهام هوتسبير. سجل ساني 10 أهداف وصنع 15 هدف في 28 مباراة لعبها خلال موسم 2017–18.

#### موسم 2018–19
في 15 سبتمبر 2018، سجل ساني الهدف الافتتاحي وأول هدف له في موسم 2018–19 في فوز السيتي 3–0 على أرضه أمام فولهام. وسجل لاحقًا الهدف الأخير في فوز متتالي على أرضه أمام بيرنلي وساوثهامبتون. في 24 نوفمبر، صنع ساني هدفًا في الشوط الأول لصالح ستيرلينغ وسجل ثنائية في الفوز 4–0 خارج الأرض أمام وست هام يونايتد.
في 3 يناير 2019، سجل هدف الفوز لمانشستر سيتي في الدقيقة 72 من المباراة ضد ليفربول، مما أدى إلى توقف سلسلة مباريات ليفربول الخالية من الهزائم في الدوري الإنجليزي الممتاز.
في 21 فبراير 2019، كان مانشستر سيتي متأخرًا 2–1 في مباراة الذهاب من دور الـ16 لدوري أبطال أوروبا ضد نادي ساني السابق، شالكه، حيث لعب بعشرة لاعبين فقط بعد طرد نيكولاس أوتامندي في الدقيقة 68. عادل ساني النتيجة بضربة حرة مذهلة من مسافة 30 ياردة فقط بعد سبع دقائق فقط من دخوله كبديل عن سيرخيو أغويرو. قرر عدم الاحتفال احتراما لناديه السابق. واصل السيتي ليفوز بالمباراة 3–2 عن طريق رحيم ستيرلينغ.
في 13 مارس 2019، في مباراة الإياب من دور الـ16 لدوري أبطال أوروبا ضد شالكه، قدم ساني أداءً مذهلاً بثلاث تمريرات حاسمة وهدفًا ليساهم في فوز مانشستر سيتي 7–0 على ناديه السابق، ويرسل السيتي إلى ربع نهائي المسابقة.
في 24 أبريل 2019، سجل ساني الهدف الثاني والأخير في مباراة ضد مانشستر يونايتد في الدقيقة 66 ليضمن فوز السيتي في ديربي مانشستر. كان هذا أول هدف له في ديربي مانشستر.

#### موسم 2019–20
ارتبط ساني مرارًا وتكرارًا بأبطال البوندسليجا بايرن ميونخ ليكون خليفة فرانك ريبيري، الذي كان قد غادر النادي، واعتزال آريين روبن. على الرغم من أن الصفقة مع الجانب الألماني على وشك الانتهاء، إلا المفاجأة كانت في مشاركته كأساسي ضد ليفربول في درع الاتحاد الإنجليزي. بعد 10 دقائق فقط، تم استبدال ساني بعد تعرضه لتمزق في الرباط الصليبي الأمامي، مما أدى إلى استبعاده من المشاركة لغالبية الموسم وانتهى المحادثات مع بايرن حتى شفاء إصابته. في يونيو 2020، رفض ساني تمديد عقده في مانشستر سيتي مع المدير الفني غوارديولا قائلاً إنه سيترك النادي في الصيف.

### بايرن ميونخ
في 3 يوليو 2020، وافق ساني على التوقيع مع بايرن ميونخ في صفقة مدتها خمس سنوات مقابل 45 مليون يورو مبدئيًا مع زيادة الإضافات قد تصل الصفقة إلى 60 مليون يورو.
سجل ساني في مباراة له في الدوري الألماني، حيث فاز بايرن بنتيجة 8–0 على ناديه السابق شالكه.

## مسيرته الدولية

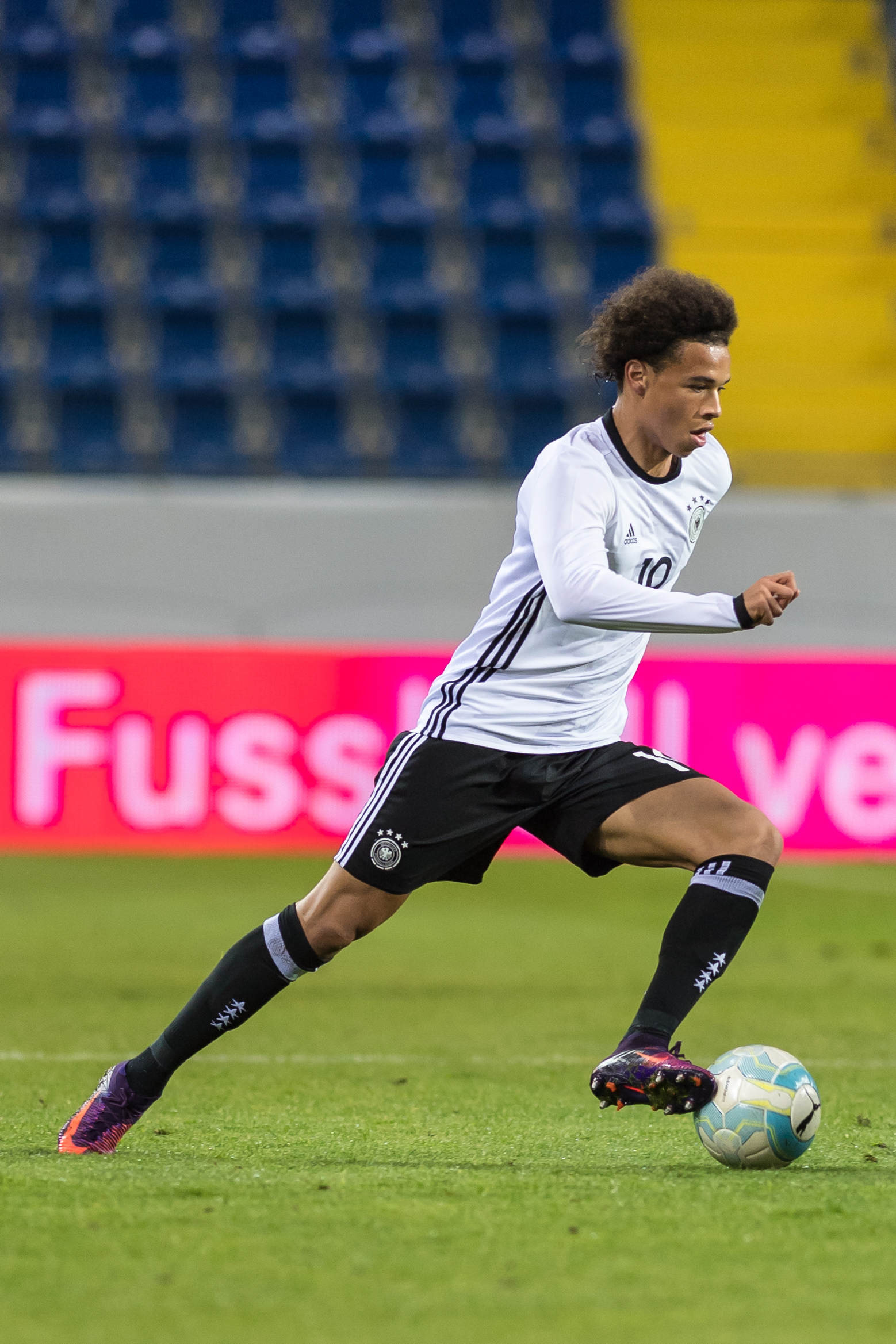
ساني يلعب مع منتخب الألماني للشباب في أكتوبر 2016

استدعي ساني لأول مرة لمنتخب ألمانيا تحت 21 سنة من قبل مدرب الشباب هورست هروبيش في 28 أغسطس 2015 لمباراة ودية ضد الدنمارك ولتصفياتبطولة أوروبا تحت 21 سنة لكرة القدم 2017 ضد أذربيجان. في 3 سبتمبر 2015، شارك لأول مرة مع المنتخب الألماني تحت 21 في مباراة الفوز 2–1 في ملعب لوهمولي في لوبيك ضد الدنمارك، حيث تم استبداله بعد 73 دقيقة ليحل محله جوليان براندت.
أستدعي ساني لأول للمنتخب الألماني الأول في 6 نوفمبر 2015 في مباراة ودية ضد فرنسا.
تم اختيار سانيه من قبل مدرب ألمانيا يواخيم لوف لتمثيل منتخب بلاده في بطولة أمم أوروبا 2016. شارك في مباراة واحدة، حيث حل محل باستيان شفاينشتايغر في الدقيقة 79 في مباراة خسارة ألمانيا 2–0 في الدور نصف النهائي أمام فرنسا.
كان ساني مؤهلاً للعب في فرنسا لأنه يحمل الجنسية الفرنسية.
تمت إزالة ساني من تشكيلة المنتخب الألماني النهائية المكونة من 23 لاعباً المشاركة في كأس العالم 2018 في 4 يونيو 2018. في سبتمبر 2018، بعد أن تم اختياره للمنتخب لمواجهة المباريات ضد فرنسا وبيرو، غادر الفندق الذي يُقيم فيه المنتخب بعد مناقشة مع يواخيم لوف، معلّلاً مغادرة «بالأسباب الشخصية». تم كشف سبب مغادرته لاحقًا وكان ذلك يرجع إلى ولادة ابنته.
في 16 نوفمبر 2018 سجل أول أهدافه مع المنتخب الألماني الأول ضد روسيا. الهدف جاء في الدقيقة الثامنة من المباراة حيث فازت ألمانيا بالمباراة 3–0.

## الإحصائيات

### النادي
آخر تحديث 27 سبتمبر 2020.
| النادي       | الموسم   | الدوري           | الدوري | الدوري  | الكأس الوطني | الكأس الوطني | كأس الدوري | كأس الدوري | أوروبا | أوروبا  | أخرى   | أخرى    | المجموع | المجموع |
| النادي       | الموسم   | الدرجة           | الظهور | الأهداف | الظهور       | الأهداف      | الظهور     | الأهداف    | الظهور | الأهداف | الظهور | الأهداف | الظهور  | الأهداف |
| ------------ | -------- | ---------------- | ------ | ------- | ------------ | ------------ | ---------- | ---------- | ------ | ------- | ------ | ------- | ------- | ------- |
| شالكه        | 2013–14  | الدوري الألماني  | 1      | 0       | 0            | 0            | —          | —          | 0      | 0       | —      | —       | 1       | 0       |
| شالكه        | 2014–15  | الدوري الألماني  | 13     | 3       | 0            | 0            | —          | —          | 1      | 1       | —      | —       | 14      | 4       |
| شالكه        | 2015–16  | الدوري الألماني  | 33     | 8       | 2            | 0            | —          | —          | 7      | 1       | —      | —       | 42      | 9       |
| شالكه        | المجموع  | المجموع          | 47     | 11      | 2            | 0            | —          | —          | 8      | 2       | —      | —       | 57      | 13      |
| مانشستر سيتي | 2016–17  | الدوري الإنجليزي | 26     | 5       | 5            | 2            | 2          | 0          | 4      | 2       | —      | —       | 37      | 9       |
| مانشستر سيتي | 2017–18  | الدوري الإنجليزي | 32     | 10      | 3            | 1            | 5          | 3          | 9      | 0       | —      | —       | 49      | 14      |
| مانشستر سيتي | 2018–19  | الدوري الإنجليزي | 31     | 10      | 4            | 2            | 3          | 0          | 8      | 4       | 1      | 0       | 47      | 16      |
| مانشستر سيتي | 2019–20  | الدوري الإنجليزي | 1      | 0       | 0            | 0            | 0          | 0          | 0      | 0       | 1      | 0       | 2       | 0       |
| مانشستر سيتي | المجموع  | المجموع          | 90     | 25      | 12           | 5            | 10         | 3          | 21     | 6       | 2      | 0       | 135     | 39      |
| بايرن ميونخ  | 2020–21  | الدوري الألماني  | 2      | 1       | 0            | 0            | —          | —          | 0      | 0       | 1      | 0       | 3       | 1       |
| بايرن ميونخ  | 2021–22  | الدوري الألماني  | 32     | 7       | 2            | 1            | —          | —          | 10     | 6       | 1      | 0       | 45      | 14      |
| بايرن ميونخ  | المجموع  | المجموع          | 34     | 8       | 2            | 1            | 0          | 0          | 10     | 6       | 2      | 0       | 48      | 15      |
| الإجمالي     | الإجمالي | الإجمالي         | 171    | 44      | 16           | 6            | 10         | 3          | 39     | 14      | 4      | 0       | 240     | 67      |

1. ↑  جميع المباريات في كأس ألمانيا وكأس الاتحاد الإنجليزي
2. ↑  جميع المباريات في كأس رابطة الأندية الإنجليزية المحترفة
3. 1 2 3 4 5 6  جميع المباريات في دوري أبطال أوروبا
4. ↑  جميع المباريات في الدوري الأوروبي
5. 1 2  المباريات في درع الاتحاد الإنجليزي
6. ↑  المباراة في كأس السوبر الأوروبي

### المنتخب
آخر تحديث 6 سبتمبر 2020.
| المنتخب الوطني | العام   | الظهور | الأهداف |
| -------------- | ------- | ------ | ------- |
| ألمانيا        | 2015    | 1      | 0       |
| ألمانيا        | 2016    | 3      | 0       |
| ألمانيا        | 2017    | 5      | 0       |
| ألمانيا        | 2018    | 8      | 2       |
| ألمانيا        | 2019    | 4      | 3       |
| ألمانيا        | 2020    | 2      | 0       |
| المجموع        | المجموع | 23     | 5       |

#### الأهداف الدولية
اعتبارًا من 11 يونيو 2019. قائمة الأهداف والنتائج مع منتخب ألمانيا الأول.
| # | التاريخ        | المكان                              | م. | الخصم   | الهدف | النتيجة | المسابقة                       |
| - | -------------- | ----------------------------------- | -- | ------- | ----- | ------- | ------------------------------ |
| 1 | 15 نوفمبر 2018 | ريد بول أرينا، لايبزيغ، ألمانيا     | 16 | روسيا   | 1–0   | 3–0     | ودية                           |
| 2 | 19 نوفمبر 2018 | فيلتينس أرينا، غلزنكيرشن، ألمانيا   | 17 | هولندا  | 2–0   | 2–2     | دوري الأمم الأوروبية 2018–19 أ |
| 3 | 24 مارس 2019   | يوهان كرويف أرينا، أمستردام، هولندا | 19 | هولندا  | 1–0   | 3–2     | تصفيات بطولة أمم أوروبا 2020   |
| 4 | 8 يونيو 2019   | بوريسوف أرينا، باريساو، بيلاروس     | 20 | بيلاروس | 1–0   | 2–0     | تصفيات بطولة أمم أوروبا 2020   |
| 5 | 11 يونيو 2019  | أوبل أرينا، ماينتس، ألمانيا         | 21 | إستونيا | 8–0   | 8–0     | تصفيات بطولة أمم أوروبا 2020   |

## الإنجازات

### النادي
مانشستر سيتي
- الدوري الإنجليزي الممتاز: 2017–18، 2018–19[72]
- كأس الاتحاد الإنجليزي: 2018–19[73]
- كأس رابطة الأندية الإنجليزية المحترفة: 2017–18،[74] 2018–19[75]
- درع الاتحاد الإنجليزي: 2018،[76] 2019[77]

بايرن ميونخ
- دوري ابطال اوروبا: 2019 - 2020
- الدوري الألماني: 2020–21، 2021–22، 2022–23[78]
- كأس السوبر الألماني: 2021، 2022
- كأس السوبر الأوروبي: 2020[79]
- كأس العالم للأندية: 2020[80]

### الفردية
- جائزة أفضل لاعب شاب في إنجلترا: 2017–18[81]
- لاعب الشهر في الدوري الإنجليزي الممتاز: أكتوبر 2017[72]
- أفضل وافد جديد للموسم من اتحاد لاعبي كرة القدم المتعاقدين: 2014–15

## وصلات خارجية
- ليروي ساني على موقع الاتحاد الدولي (مؤرشف)  (الإنجليزية)
- ليروي ساني على موقع الاتحاد الأوربي (الإنجليزية)
- ليروي ساني على موقع إي إس بي إن إف سي (الإنجليزية)
- ليروي ساني على موقع قاعدة بيانات كرة القدم.إي يو (الإنجليزية)
- ليروي ساني على موقع بيانات كرة القدم. دي إي (الألمانية)
- ليروي ساني على موقع ليكيب (الفرنسية)
- ليروي ساني على موقع ناشيونال فوتبول تيمز (الإنجليزية)
- ليروي ساني على موقع Soccerbase.com (لاعب) (الإنجليزية)
- ليروي ساني على موقع Soccerway.com (الإنجليزية)
- ليروي ساني على موقع عالم كرة القدم.نت (الإنجليزية)